# Vereniging van Journalisten van de Periodieke Pers
De Vereniging van Journalisten van de Periodieke Pers (VJPP), in het Frans Association des Journalistes de la Presse Périodique (AJPP), was een Belgische belangenorganisatie van journalisten.

## Historiek
De leden waren werkzaam in de vakpers of gespecialiseerde pers. Leden van de organisatie mochten niet de titel van beroepsjournalist voeren, wel die van journalist van beroep.  Afhankelijk van de taalrol die de aangesloten leden kozen, werden ze bij de VJPP (Nederlands) of bij de AJPP (Frans) ingedeeld.
In 1995 werd samen met de Algemene Vereniging van Beroepsjournalisten in België (AVBB) de Journalisten Auteursrechtenmaatschappij (JAM) opgericht.
Op 25 april 2016 fusioneerde de organisatie met de AVBB. De VJPP werd hierbij geïntegreerd in de Vlaamse Vereniging van Journalisten (VVJ) en de AJPP in de Association des journalistes professionels (AJP). De laatste voorzitter van de Franstalige groep was Claude Muyls en van de Nederlandstalige groep Louis Weenen.